# 石丸進一
石丸 進一（いしまる しんいち、1922年（大正11年）7月24日 - 1945年（昭和20年）5月11日）は、プロ野球選手（投手・内野手）、大日本帝国海軍軍人。
神風特別攻撃隊隊員として戦死した唯一のプロ野球選手である。兄は、同じくプロ野球選手として活躍した石丸藤吉。

## 来歴・人物

### プロ入り前
1922年7月24日、佐賀県佐賀市水ヶ江町で、理髪業を営んでいた石丸金三の五男として生まれる。父は自身が苦労人だったため、「子供にはまともな教育を受けてほしい」と一心に思い、教育資金調達のために方々で借金を重ね、挙句の果てにその借金を一気に返そうとして株に手を出して大失敗し、借金を膨大させてしまう。この借金は石丸が学徒出陣する直前に完済している。
藤吉の影響で野球を始め、その後、兄が通っていた佐賀商業学校に入学し、2年生から速球派エースとなり、「石丸のワンマンチーム」と言われるほどの活躍を見せる。だが、1939年に甲子園出場がかかった予選である佐賀大会決勝戦では、試合が始まる寸前に疲労を予防する目的で飲んだ梅酒に酔っ払ってしまい、力を発揮出来ずして唐津中学に敗退し、1940年でも佐賀大会決勝戦で唐津中学に敗れ、在学中は甲子園出場が叶わなかった。

### プロ入り後
卒業後、召集先の中国にいる兄に血判を押してまでしたためた名古屋軍の入団志願用紙を送り、それを読んだ兄が当時の球団代表だった赤嶺昌志に推薦したことで、1941年に入団。藤吉とともに初の兄弟選手となった。
新人時代は兵役で離脱している藤吉の代役ということで、内野手として73試合に出場し、打率.197、0本塁打、8打点の成績を残した。内野手としてプレーする傍ら、煙草の銀紙を丸めて作ったボールで手首を鍛え、投手としていつでも出場できるようにしていたという。
その思いが通じたのか、藤吉の復帰後は投手として出場し、1942年4月1日の対朝日戦で、持ち前の速球と針の穴を通すほどの抜群の制球力で、初登板・初先発で2安打完封勝利を飾り、7月12日の対東京巨人軍戦でも須田博（ヴィクトル・スタルヒン）と投げ合って勝利するなど、最終的に負け数が先行したものの17勝19敗・防御率1.71と奮闘した。この年の名古屋軍は105試合で39勝だったため、勝利数の4割強を石丸一人で稼ぐという、まさに獅子奮迅の活躍だった。
1943年10月12日の対大和戦では戦前最後となるノーヒットノーランを達成しているが、当時、紙面が激減していた中部日本新聞においてもスコアと投手名が記載されただけの扱いだった。最後の勝利は同年11月6日、最終登板は11月7日で、4回を4安打無失点に抑えた。この年は20勝12敗・防御率1.15と前年以上の好成績を収め、チームを2位まで躍進させた。
投手としての球種はドロップ、シュート。投球フォームはスリークォーター。(日本プロ野球偉人伝　1941～49編)より

### 応召・戦死
プロ野球選手ながら兵役を免れるため、日本大学法科夜間部に在籍していたが、1944年春の学徒出陣によって召集され佐世保海兵団に入団。石丸は海軍飛行科を希望し、第14期飛行専修予備学生として筑波海軍航空隊に配属され、1945年に神風特別攻撃隊に志願して特攻隊員となる。出水での特攻訓練を受けたのち、鹿児島県の鹿屋基地に転進する。
同年5月11日の菊水六号作戦発動に伴い、石丸は神風特別攻撃隊「第五筑波隊」隊員として爆装零戦に搭乗、沖縄方面の米機動部隊を目指して午前6時55分に出撃し、未帰還となった。日本プロ野球偉人伝には、午前10時18分石丸機は消息を絶ったと記載されているが、詳細は不明である。石丸の従弟である牛島秀彦が著者で、出撃前に同僚の本田耕一とキャッチボールを行ったエピソードなどを書いた「消えた春」は有名である。また、当時海軍報道班員として鹿屋基地に滞在していた作家の山岡荘八がこのキャッチボールに立ち会っており、10球投げ終わったところで石丸は山岡に向かって「これで思い残すことはない。報道班員、さようなら!!」と笑顔で叫んでグラブを放り投げ、飛行場へ去って行った、とするものと、グラブは置きボールを戦闘機に持って行って鉢巻きに包み風防から投げたというものとがある。
石丸の背負っていた背番号26は、チームメートだった村松幸雄（グアム島で戦死）の18とともに戦後の数年間、欠番となった。現在、中日では仲地礼亜投手が背番号26を使用している。

## エピソード
- 1943年のある日の試合開始前、先発だった石丸を探していた三宅大輔が、球場の近くにある広場で子供達と野球をしている石丸を見つけ、呼び出して叱ろうとした。だが、あまりにも無邪気で楽しそうに子供達と野球をする様子を見た三宅は、とうとう一度も叱責しなかった。
- 野球生活中に一番嬉しかったことは何かと聞かれ、「巨人のスタルヒンと投げ合って勝ったこと」と、目を輝かせて答えた。
- 父の借金を返すべく、当時の平均月収の倍以上を貰っていた給料のうち、約8割を借金返済に充てていた。そのため、職業野球東西対抗戦に出場し、試合前に他のチームの選手達と食べ物の話をしていた時、「自分はコーヒーも飲んだ事が無い」と漏らしたほどギリギリの生活を送っていた。
- 飛行専修予備学生として筑波海軍航空隊に所属していた頃、上官からよく鉄拳制裁を受けたという。その恨みを晴らすためか、ある日行われた上官チームと予備学生チームの野球試合で、石丸は予備学生チームのエースとして登板すると、上官チームにファウルはおろかバットにかすりもさせない程の速球を繰り出し、20対0・30対0といった大差で予備学生チームの勝利に貢献した。あまりにも飛球が来ないということで、予備学生チームの外野手は全員が煙草を吸って一服する始末で、上官チームから「（打てないから）もっと遅い球を投げろ!!」と罵声を飛ばされると、石丸は遅い球を投げるどころか、より速い球を投げたという。
- 鹿屋基地に転進する前日、佐賀の実家に戻った後、『消えた春』の著者である牛島の家を訪れ、当時小学生であった牛島を呼び出すと何の理由も無く、牛島の頭に思いっきり拳骨を見舞った。牛島は泣きながら怒り、何でそんなことをするのかと抗議すると、石丸はひたすら「いや、済まなかった」と謝罪した。後年、牛島はこの件について「戦争で死んでも、石丸進一という男がいたことをいつまでも覚えておいてほしい」という、進一が「生きた証」を残すために見舞った拳骨だった、と述懐している。
- 1945年4月25日に鹿屋への移動命令が下り、友人である浅野文章少尉から最後の言葉を書き残すための小さなアルバムを手渡され、「葉隠武士　敢闘精神　日本野球は」と書いた所でペンを止めている。それを見た浅野が「この期に及んでまだ野球か!!」と叫ぶと、浅野に「おう!!俺は野球じゃ、俺には野球しかないんじゃ!!」と怒鳴る様に言い残し、鹿屋に旅立った。
- 東京ドームのそばにある鎮魂の碑に沢村栄治とともに銘記されている。

## 詳細情報

### 年度別打撃成績
| 年 度     | 球 団     | 試 合 | 打 席 | 打 数 | 得 点 | 安 打 | 二 塁 打 | 三 塁 打 | 本 塁 打 | 塁 打 | 打 点 | 盗 塁 | 盗 塁 死 | 犠 打 | 犠 飛 | 四 球 | 敬 遠 | 死 球 | 三 振 | 併 殺 打 | 打 率 | 出 塁 率 | 長 打 率 | O P S |
| --------- | --------- | ----- | ----- | ----- | ----- | ----- | -------- | -------- | -------- | ----- | ----- | ----- | -------- | ----- | ----- | ----- | ----- | ----- | ----- | -------- | ----- | -------- | -------- | ----- |
| 1941      | 名古屋    | 73    | 256   | 234   | 5     | 46    | 1        | 0        | 0        | 47    | 8     | 1     | --       | 10    | --    | 12    | --    | 0     | 6     | --       | .197  | .236     | .201     | .437  |
| 1942      | 名古屋    | 65    | 167   | 147   | 4     | 17    | 3        | 0        | 0        | 20    | 8     | 0     | 1        | 8     | --    | 12    | --    | 0     | 7     | --       | .116  | .182     | .136     | .318  |
| 1943      | 名古屋    | 43    | 119   | 115   | 4     | 23    | 1        | 0        | 0        | 24    | 8     | 0     | 0        | 0     | --    | 4     | --    | 0     | 5     | --       | .200  | .227     | .209     | .436  |
| 通算：3年 | 通算：3年 | 181   | 542   | 496   | 13    | 86    | 5        | 0        | 0        | 91    | 24    | 1     | 1        | 18    | --    | 28    | --    | 0     | 18    | --       | .173  | .218     | .183     | .401  |

### 年度別投手成績
| 年 度    | 球 団    | 登 板 | 先 発 | 完 投 | 完 封 | 無 四 球 | 勝 利 | 敗 戦 | セ 丨 ブ | ホ 丨 ル ド | 勝 率 | 打 者 | 投 球 回 | 被 安 打 | 被 本 塁 打 | 与 四 球 | 敬 遠 | 与 死 球 | 奪 三 振 | 暴 投 | ボ 丨 ク | 失 点 | 自 責 点 | 防 御 率 | W H I P |
| -------- | -------- | ----- | ----- | ----- | ----- | -------- | ----- | ----- | -------- | ----------- | ----- | ----- | -------- | -------- | ----------- | -------- | ----- | -------- | -------- | ----- | -------- | ----- | -------- | -------- | ------- |
| 1942     | 名古屋   | 56    | 33    | 18    | 3     | 0        | 17    | 19    | --       | --          | .472  | 1425  | 347.2    | 227      | 8           | 169      | --    | 5        | 94       | 4     | 2        | 98    | 66       | 1.71     | 1.14    |
| 1943     | 名古屋   | 43    | 30    | 27    | 6     | 0        | 20    | 12    | --       | --          | .625  | 1230  | 311.1    | 185      | 3           | 134      | --    | 3        | 91       | 2     | 0        | 57    | 40       | 1.15     | 1.02    |
| 通算:2年 | 通算:2年 | 99    | 63    | 45    | 9     | 0        | 37    | 31    | --       | --          | .544  | 2655  | 659.0    | 412      | 11          | 303      | --    | 8        | 185      | 6     | 2        | 155   | 106      | 1.45     | 1.08    |

- 各年度の太字はリーグ最高

### 記録
- 初登板・初先発・初勝利・初完投・初完封：1942年4月1日、対朝日軍2回戦（阪急西宮球場）
- ノーヒットノーラン：1回 （1943年10月12日、対大和軍11回戦、後楽園球場） ※史上13人目

### 背番号
- 26 （1941年 - 1943年）

## 石丸進一を演じた人物
- 東根作寿英 - 『人間の翼 最後のキャッチボール』（1996年、シネマクラフト）